# Болдырев, Тихон Ефимович
Тихон Ефимович Болдырев (3 [16] ноября 1900 — 13 февраля 1984) — учёный-эпидемиолог, специалист дезинфекционного дела, противоэпидемической защиты войск и гражданского населения, организатор здравоохранения, доктор медицинских наук (1939), профессор (1940), член-корреспондент Академии медицинских наук СССР (1948), генерал-майор медицинской службы (1943), член КПСС (1940).

## Биография
Родился в г. Грязи Тамбовской губернии в семье служащего почтово-телеграфного ведомства. Образование получил в Тамбовских духовном училище и духовной семинарии.
В конце 1918 г. вступил добровольно в батальон Особого назначения при Губкоме РКП(б), а в июне 1919 г. в 18-летнем возрасте был призван в Красную Армию. Был рядовым 21 запасного стрелкового полка Орловского военного округа, затем дезинфектором-инструктором Тамбовского гарнизонного Дезинфекционного отряда по борьбе с сыпным тифом и холерой.
В сентябре 1921 г. был направлен на учёбу в Военно-медицинскую академию (ВМА) в Петрограде, которую окончил в 1926 г. С 1926 г. по 1929 г. проходил службу в войсках Северо-Кавказского военного округа. В 1929 г. был принят в адъюнктуру ВМА, по окончании которой работал преподавателем кафедры эпидемиологии, курса дезинфекции. Учёная степень кандидата медицинских наук была присвоена ему по совокупности работ в 1936 г., коих им было выполнено к этому времени более 30. В 1939 г. защитил докторскую диссертацию — «Сероводород как средство обеззараживания и дезинсекции».
С 1939 г. по август 1941 г. был начальником кафедры эпидемиологии Куйбышевской Военно-медицинской академии.
Т. Е. Болдырев один из организаторов и руководителей противоэпидемической службы армии. С августа 1941 г. и в течение всей Великой Отечественной войны 1941—1945 гг. возглавлял Противоэпидемическое управление Главного военно-санитарного Управления Красной Армии. Один из основных разработчиков постановления Государственного Комитета Обороны СССР (ГКО СССР) — «О мероприятиях по предупреждению эпидемических заболеваний в стране и Красной Армии», утверждённого 2 февраля 1942 г.
Непосредственно участвовал в ликвидации очагов инфекционных заболеваний в войсках и среди гражданского населения (эпидемический сыпной тиф, туляремия, дизентерия и др.). По окончании войны до 1947 г. был Главным эпидемиологом Красной Армии.
С 1947 г. по 1953 г. заместитель министра здравоохранения СССР и Главный государственный санитарный инспектор СССР. В этот период под его руководством была проведена большая научно-исследовательская и организационная работа по санитарно-гигиеническим мероприятиям при восстановлении, строительстве и реконструкции городов, промышленных предприятий и строительстве крупнейших водохранилищ, по защите источников водоснабжения, разработан ряд нормативных документов, не утративших значения и по сие время.
В октябре 1948 г, по заданию Правительства СССР, был одним из организаторов и участников ликвидации последствий катастрофического землетрясения в Ашхабаде.
В январе 1954 г. был направлен в Китайскую Народную Республику старшим советником Министерства здравоохранения КНР, где работал до апреля 1956 г. Оказывал помощь в разработке организационных вопросов здравоохранения, борьбе с инфекционными заболеваниями. Значителен его вклад в разработку мер ликвидации в Китае шистозоматоза. Все рекомендации Т. Е. Болдырева были собраны Министерством здравоохранения КНР и изданы на китайском языке.
За работу в Китае награждён медалью Китайско-Советской дружбы и благодарственной грамотой правительства КНР.
По возвращении из КНР заведовал кафедрой эпидемиологии Центрального института усовершенствования врачей (ЦИУ) — 1956—1958 гг. и одновременно с 1956 г. по 1961 г. возглавлял отдел эпидемиологии НИИ эпидемиологии и микробиологии им Н. Ф. Гамалеи АМН СССР.
С 1961 г. в связи с ухудшением состояния здоровья (перенесённый инфаркт миокарда, компрессионный перелом поясничных позвонков) прекратил активную трудовую деятельность. Вместе с тем, преодолевая недуг, был представителем СССР в Комитете Всемирной Организации Здравоохранения (ВОЗ) по вопросам международного карантина, продолжал сотрудничать в редакции Большой медицинской энциклопедии АМН СССР, различных экспертных комиссиях, консультировал по противоэпидемическим вопросам руководство Министерства здравоохранения СССР.
Т. Е. Болдырев в течение многих лет был членом редакций и автором ряда энциклопедических изданий — Энциклопедического словаря военной медицины, 2-го и 3-го издания Большой медицинской энциклопедии, Краткой и Популярной медицинских энциклопедий, других энциклопедических изданий, ответственным редактором журнала «Гигиена и санитария» (1948—1953).
В 1956 г. был избран председателем Всероссийского общества эпидемиологов, микробиологов и инфекционистов.
Под его руководством было защищено 6 докторских и 18 кандидатских диссертаций.
Похоронены Тихон Ефимович и его жена Пелагея Дмитриевна в колумбарии (секция 25) Ваганьковского кладбища.

## Научные труды
Перу Т. Е. Болдырева принадлежит более 150 научных работ по вопросам эпидемиологии, дезинфекции и дезинсекции, банно-прачечному делу, противоэпидемической защите войск и гражданского населения, организации здравоохранения, среди которых следует отметить:
- Банно-прачечное дело в РККА. (1934 г.)
- Практическое руководство по войсковой дезинфекции. (1934 г.) (совместно с Я. Л. Окуневским)
- Основы организации противоэпидемической обороны войск в военное время. 1936 г.
- Руководство по дезинфекционному и банно-прачечному обслуживанию Красной Армии. (1940 г.)
- Эпидемиология и профилактика инфекционных кишечных заболеваний в Советской Армии во время войны. (1947 г.)
- Ряд статей в томе 32 Опыта советской медицины в Великой Отечественной войне 1941—1945 гг. (1955 г.)

## Награды
Награждён орденом Ленина (28565), тремя орденами Боевого Красного Знамени (115132, 7190, 7213), орденом Красной Звезды (26694) и многими медалями. Все награды после смерти Тихона Ефимовича были переданы на хранение в Тамбовский музей истории медицины. В августе 1991 г. все награды, хранившиеся в музее, были похищены.

## Память
Материалы о Т. Е. Болдыреве находятся:
- в Музее истории Военно-медицинской академии, Санкт-Петербург,
- в Военно-медицинском музее Российской Армии, Санкт-Петербург,
- в Музее истории медицины Тамбовской области, Тамбов,
- в Федеральном центре госсанэпиднадзора Минздрава